# Xiphasia matsubarai
Xiphasia matsubarai és una espècie de peix de la família dels blènnids i de l'ordre dels perciformes.

## Morfologia
- Els mascles poden assolir 30 cm de longitud total.[1][2]

## Reproducció
És ovípar.

## Hàbitat
És un peix marí i d'aigües profundes que viu entre 0-4.960 m de fondària.

## Distribució geogràfica
Es troba des del Mar Roig fins a Samoa, el Japó, les Illes Mariannes (Micronèsia) i False Bay (Sud-àfrica).